# Sun Tongxuan
Sun Tongxuan (chinesisch 孙桐萱, Sun Tung-hsuan; * 1895 in Jiaohe, Hebei; † 9. September 1978 in Peking) war ein chinesischer General der Kuomintang, der während des Chinesisch-Japanischen Krieges Oberbefehlshaber der 3. Armeegruppe war.

## Leben
Er wurde 1895 in einer Bauernfamilie im Dorf Jianchangsun, Stadt Wenmiao, Landkreis Jiaohe in der Provinz Hebei geboren. Nachdem er ab 1911 drei Jahre lang eine Privatschule in Qiyan besucht hatte, ging er nach Peking um als Lehrling seinen Lebensunterhalt zu verdienen.

### Frühe Militärkarriere
1916 schloss er sich als Soldat der 16. gemischten Brigade des Zhili-Kriegsherrn Feng Yuxiang an und nahm im Juli 1917 am Krieg gegen Zhang Xun teil. 1923 wurde Fengs Brigade in Nanyuan in die 11. Division eingegliedert und Sun Tongxuan wurde zum Bataillonsführer im 43. Regiment der 22. Brigade (Lu Zhonglin) ernannt. 1925 beförderte ihn dann sein Regimentschef Han Fuju zum stellvertretenden Chef des 2. Regiments der 1. Division. General Han Fuju wurde 1926 zum Oberbefehlshaber der 6. Marscharmee der Shaanxi Armee ernannt, Sun erhielt das Kommando einer Brigade der 1. Division und bald danach das Kommando zum über die 15. Division der 6. Armee. Die nationale Armee begann sich 1928 neu zu organisieren, Han Fujus Armeestab wurde zur 20. Division reduziert und Sun Tongxuan zum stellvertretenden Kommandeur ernannt. Am 21. Dezember 1928 wurde Han Fuju zum Militärgouverneur der Provinz Henan und Sun Tongxuan zum Stabschef der 11. Division ernannt. Im März 1929 brach der Jiang-Guishi-Krieg aus. Da Feng wusste, dass Sun Tongxuan sehr loyal war, erhielt er das Kommando über die 20. Division. Han Fuju wurde zum Kommandeur der 3. Marscharmee, die zugeteilte 20. Division verlegte nach Wushengguan und wurde von Chiang Kai-shek in Hankou umworben. Im Mai 1929 verschärfte sich der Konflikt zwischen Feng Yuxiang und Chiang Kai-shek. Fengs zog seine Truppen nach Westen zurück und bereitete sich auf den Krieg vor. Der Kommandostab der 20. Division unter Sun Tongxuan war in Shanzhou stationiert und überwachte die Sicherung am dortigen Bahnhof, andere Truppen wurden angewiesen, über Xuchang zu Fuß nach Kaifeng vorzugehen.
Um sich nicht an Chiangs Kampf gegen Feng Yuxiang beteiligen zu müssen, bat Han Fuju um seine Versetzung nach Shandong, er bevorzugte als Führer der 3. Marscharmee gegen die Jin-Truppen im nördlichen Teil von Shandong zu kämpfen. Ihm folgte Sun im März und April 1930 mit der 20. Division nach Shandong nach und blieb in Folge in der Garnison von Yanzhou stationiert. Sun Tongxuan war die zweithöchste Führungsperson in der 3. Marscharmee, weshalb er 1933 zum ersten Bataillonskommandeur der von Chiang Kai-shek gegründeten Ausbildungsgruppe von Lushan berufen wurde. Um Han Fuju besser zu überwachen zu können, versuchte Chiang Kai-shek Suns Vertrauen zu gewinnen und wies den Minister Kong Xiangxi an, einen Teil der Steuereinnahmen der Provinz Shandong an Sun zu überweisen. Sun Tongxuan profitierte nicht allein für sich, er finanzierte mit dem Geld unter anderen Schulen und sammelte Waisen und arme Kinder in Erziehungsanstalten.
Als Sun Tongxuan 1936 die japanische Gefahr an der Grenze erkannte, wollte er seine Armee weiter ausbauen, war jedoch der Ansicht, dass die Streitkräfte nicht ausreichten. Nachdem Han um Anweisungen gebeten worden war, wurden im Winter dieses Jahres und im Frühjahr des folgenden Jahres die Zeit dafür verwendet, eine militärische Ausbildung für Jugendliche im Landkreis Ziyang (heute Yanzhou) durchzuführen. Nach der japanischen Invasion in Nordostchina zogen sich die Truppen der 3. Armee nach Süden zurück und marschierten im September 1937 in Shandong ein. Am 27. Dezember musste Sun Tongxuan seine Truppen auf Hans Befehl kampflos aus dem bedrohten Jinan zurückziehen und sich im Landkreis Cao im Südwesten von Shandong konzentrieren. Jiang, der diesen Befehl als Verrat ansah, rief Sun Tongxuan und Yu Xuezhong für nächsten Tag drei Uhr morgens zu sich und ernannte Yu Xuezhong zum Oberbefehlshaber der 3. Armee, Sun Tongxuan zum stellvertretenden Oberbefehlshaber. Nachdem Han Fuju festgenommen worden war, versuchte Sun Tongxuan sein Bestes, um diesen zu retten, er bereitete sich sogar darauf vor, Truppen zusammenzustellen, um am Gelben Fluss für Han zu kämpfen, doch dieser wurde bereits am 24. Januar hingerichtet.

### Im Chinesisch-Japanischen Krieg
Anfang Februar 1938, als an der südlichen Frontlinie am südlichen Ufer des Huaihe-Flusses in der Region Bengbu heftige Kämpfe stattfanden, versuchte das Oberkommando des 5. Militärbezirks zu verhindern, dass die japanischen Truppen die Gelegenheit nutzten, um nach Süden durchzubrechen. Er befahl der 3. Armee die „offensive Verteidigung“. Die Aufgabe, die Sun Tongxuan hatte, bestand hauptsächlich darin, bestand darin die Stadt Jining zu sichern, Wenshang mit einer Kolonne zu besetzen und dann Ablenkungsangriffe zwischen Jining und Yanzhou durchzuführen und im April und Mai 1938 die eigenen Truppen in der Schlacht um Xuzhou zu unterstützen. Ab 7. Juni 1938 diente Sun Tongxuan dann offiziell als Oberbefehlshaber der 3. Armee, die in Nord- und Ost-Henan eingesetzt war. Während Sun Tongxuan die Flussverteidigung bei Zhengzhou sicherte, führte er die 3. Armeegruppe zweimal Aktionen nach Kaifeng durch und konnte die japanischen Besatzer in überraschenden Aktionen schlagen. Um die Flussverteidigung zu stärken, sandte die 3. Armee nicht nur Agenten in die vom Feind besetzten Gebiete um Informationen zu sammeln, sondern sandte auch Truppenteile nach Weishi, Qixian und Taikang, um Guerillakämpfe zu führen.
Als Sun Tongxuan vor dem Krieg Kommandeur der 20. Division war und in Yanzhou, stationiert war, leitete er eine „Waisen- und Armenschule“ und wurde dafür „Sun Shanren“ genannt. Angesichts der schlechten Bildungssituation in Zhengzhou war er jetzt bereit, eine Gruppe von Nachwuchsoffizieren und Talenten einzusetzen, um die Schwierigkeiten junger Studenten beim Lernen zu verbessern. Daher entschloss er sich, in Zhengzhou die nach ihm benannte Tongxuaner Mittelschule zu gründen. Im Sommer 1939 wurden nacheinander das Vorbereitungsbüro und die Schulbehörde eingerichtet, Sun war zum Direktor bestellt. Die erste Einschreibung erfolgte im Sommer 1940 und wurde erst im Herbst 1944 unter Xia Henan abgeschlossen.
Sun blieb gleichzeitig aktiver Guerillakommandeur in den Grenzgebieten von Henan und Anhui. Weil die Verteidigungszone der 3. Armeegruppe durch den Gelben Fluss vom Feind getrennt war und das Material im Landesinneren zu dieser Zeit knapp war, nutzten viele Offiziere der 3. Armeegruppe diesen Umstand, das Gewässer zu überqueren, um Informationen zu sammeln, zudem schickte man Agenten in die besetzten Gebiete, um benötigtes Material zu kaufen und dieses zurück zu schmuggeln.
Im Jahr 1942 befahl das Ministerium für Militär und Politik das die Organisation des Rekrutierungsbüros in Zhengzhou unter der Leitung von Sun zu bleiben hatte, doch General Tang Enbo war für die Verwaltung verantwortlich und meldete Chiang alle Veränderungen. Nachdem Sun Teuppen in Shaanzhou stationiert hatte, bereitete er sich darauf vor, Soldaten heimlich über den Gelben Fluss in den Süden von Shanxi zu schicken, um seine Macht zu erweitern. Gleichzeitig wies er seine Untergebenen an, Beziehungen zur Marionettenarmee unter Sun Liangcheng aufzubauen und bereitete einen alternativen Operationsplan vor. Chiang Kai-shek schickte loyales Offizierskader zur 3. Armeegruppe, um die verschiedenen Truppen zu kontrollieren, aber Sun Tongxuan benutzte verschiedene Ausreden, um dieses wieder entfernen. Als sich eine große Anzahl von Generälen der Nordwestarmee dem Feind ergab, befahl der Kommandeur des 1. Militärbezirks, General Jiang Dingwen, Sun Tongxuan unter dem Vorwurf der „Zusammenarbeit mit dem Feind“ festzunehmen.

### Verhaftung
Am 18. Januar 1943 wurde Sun Tongxuan auf einem Bankett im Hauptquartier des 1. Militärbezirks in Luoyang festgenommen. Drei oder vier Tage später wurden etwa 40 Personen mit Sonderzügen zum Hauptquartier der Baoji-Garnison gebracht. Nach 18 Tagen Haft schickte man ein Flugzeug, Major Wu Zhongli führte vier Geheimagenten an, um Sun nach Chongqing zu eskortieren. Zunächst wurde er beim Gardekorps von Shanhuba eingesperrt. Ungefähr einen halben Monat später wurde er in das Kuomintang-Militärkomitee gebracht, und Chiang Kai-shek verhörte ihn persönlich. Es wird erzählt, dass Chiang Kai-shek während der Inhaftierung von Sun schon bereit war, Sun erschießen zu lassen, aber das Kuomintang-Militärkomitee hatte während der Diskussion nicht darauf bestanden, weil die Beweise unzureichend waren. Nach dem Verhör blieb Sun Tongxuan dort mehr als acht Monate in Haft und durfte dann in Begleitung von Bewachungspersonal auf den nahe gelegenen Hügeln spazieren gehen. Ende 1943 bat He Yingqin Sun, seinen Vater Sun Xirong den Inhaftierten nach Chongqing zu verlegen. Sun Xirong begleitete Sun Zongxuan nach Chongqing und kündigte ihm seine Freilassung an. Ihm wurde aber mitgeteilt, dass er Chongqing vorerst aber nicht verlassen dürfe, keine Briefe schreiben und mit niemandem kommunizieren dürfe und weiter von Geheimagenten überwacht werde. Im Jahr 1944 erhielt Sun Tongxuan seine Freiheit zurück.
Nach der Kapitulation Japans im Jahr 1945 schrieb Sun Tongxuan einen schriftlichen Bericht an Chiang Kai-shek und suchte um seinen Rückzug aus dem Militär an. Sun verfolgte den Verlauf des neuen Bürgerkrieges und bat nach Peiping zurückkehren zu dürfen, um auf die Formalitäten für den Ruhestand zu warten, der genehmigt worden war. Er kehrte am 16. Juni 1946 für seinen Ruhestand nach Peking zurück. Das Nationalkomitee der Politischen Konsultativkonferenz kümmerte sich in Folge um Sun Tongxuans weiteres Auslangen, damit er sein Leben nicht in Armut verbringen konnte. Sun Tongxuan starb 1978 in Peking, das CPPCC-Nationalkomitee hielt im Auditorium des Babaoshan-Revolutionsfriedhofs in Peking eine Gedenktrauer für ihn ab.